# Hold On Be Strong
"Hold On Be Strong" är en sång skriven av Mira Craig och framförd av den norska sångaren Maria Haukaas Storeng. Den representerade Norge i Eurovision Song Contest 2008 i Belgrad, efter att ha vunnit den norska uttagningen till Eurovision Song Contest, Norsk Melodi Grand Prix, den 9 februari 2008. Den 20 maj 2008 gick låten vidare från den första semifinalen och fick därmed en plats i finalen. I finalen fyra dagar senare slutade den på femte plats.
Maria Haukaas Storeng framförde låten i pausen samband med svenska Melodifestivalen 2010.

## Låtlista
CD singel
1. "Hold On Be Strong" -3:04
2. "Hold On Be Strong" (DeepFrost Cafémix Radio Edit) -3:00
3. "Hold On Be Strong" (DeepFrost Cafémix) -3:41

## Listplaceringar
| Lista (2008)         | Topplacering |
| -------------------- | ------------ |
| Danska singellistan  | 37           |
| VG-lista             | 1            |
| Norska Itunes listan | 1            |
| Norsktoppen          | 1            |
| Svenska singellistan | 8            |

## Fotnoter
1. ↑  ”Norway: Maria Haukaas Storeng to Begrade”. Arkiverad från originalet den 13 februari 2008. https://web.archive.org/web/20080213152453/http://www.esctoday.com/news/read/10474. Läst 14 februari 2008.
2. ↑  ”Maria Haukaas Storeng wins in Norway”. http://www.eurovision.tv/page/news/belgrade-2008?id=458. Läst 14 februari 2008.
3. ↑  ”Danska singellistan”. Arkiverad från originalet den 24 februari 2012. https://web.archive.org/web/20120224134005/http://danishcharts.com/showitem.asp?interpret=Maria+Haukaas+Storeng&titel=Hold+On+Be+Strong&cat=s. Läst 28 juni 2008.
4. ↑  VG-lista Top 20 Maria Haukaas Storeng - Hold On Be Strong
5. ↑  iTunes
6. ↑  Norsktoppen Arkiverad 6 mars 2007 hämtat från the Wayback Machine., NRK
7. ↑  Svenska singellistan